# Detlof von Berg
Detlof Wilhelm von Berg (* 30. Januar 1940 in Perscheln, Ostpreußen) ist ein deutscher Jurist und Diplomat.

## Leben
Detlof von Berg entstammt dem brandenburgischen Adelsgeschlecht Berg. Er wurde als drittes Kind des Diplomlandwirts Botho Georg von Berg (1903–1983) und dessen Frau Freda Maria Elisabeth, geb. von Hippel (1907–1999), in Perscheln geboren. Sein Großvater war der Verwaltungsjurist und ostpreußische Generallandschaftsdirektor Walter von Hippel. Nach dem Abitur am Gymnasium Johanneum in Hamburg 1959 und dem Wehrdienst studierte von Berg von 1961 bis 1965 Rechtswissenschaft in Freiburg und Grenoble. Von 1965 bis 1969 absolvierte er den juristischen Vorbereitungsdienst in Freiburg und Berlin. Im Juli 1969 wurde er in Freiburg mit einer von Ernst von Caemmerer betreuten Arbeit über Vertragliches Verschulden im Wirtschaftsrecht der DDR zum Dr. iur. promoviert. Er war beim Auswärtigen Amt tätig, unter anderem als  Legationssekretär im Referat „Vereinigte Staaten von Amerika, Vereinigtes Königreich, Gemeinsame Fragen des Commonwealth, Kanada, Irland, Nordische Staaten, Österreich, Schweiz, Liechtenstein“ des Auswärtigen Amts, Kulturattaché der deutschen Botschaft in Budapest (1989), Leiter der Abteilung für Sicherheit und Abrüstung des Außenministeriums (bis 1996), Gast des Center for International Affairs der Harvard University (1996–1997), Leiter der OSZE-Mission im Botschaftsrang in Tirana (1998) und Tallinn (1998), Botschafter in Vilnius (1998–2002) und Generalkonsul in Danzig (2002–2005).

## Schriften
- Vertragliches Verschulden im Wirtschaftsrecht der DDR. J. Krause, Freiburg im Breisgau 1970 (Zugl.: Freiburg (Breisgau), Univ., Diss., 1969).